# Apeadeiro de Mealhada
O Apeadeiro de Mealhada é uma interface da Linha do Norte, que serve a cidade de Mealhada, no Distrito de Aveiro, em Portugal.

## Descrição
A estação possui acesso rodoviário pela Avenida Dr. Manuel Lousado, na cidade de Mealhada.

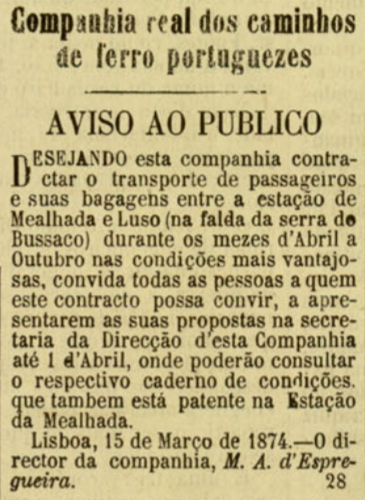
Anúncio de 1874, acerca do transporte de passageiros e bagagens entre a estação de Mealhada e o Luso.

## História
Este apeadeiro faz parte do troço da Linha do Norte entre as Estações de Taveiro e Estarreja, que entrou ao serviço em 10 de Abril de 1864, pela Companhia Real dos Caminhos de Ferro Portugueses. Esta foi uma das interfaces originais deste troço, possuindo originalmente a categoria de estação; os primeiros comboios foram serviços mistos entre Vila Nova de Gaia e Coimbra-B.
Em 28 de Maio de 1900, a Companhia Real organizou comboios especiais do Porto até Mealhada, por ser um dos pontos do país onde melhor se podia observar o eclipse do sol.

Em 8 de Julho de 1915, foi duplicado o troço entre Mealhada e Mogofores.